# Arctostaphylos andersonii
Espèce
Arctostaphylos andersonii, la manzanita de Santa Cruz, est une espèce de plantes à fleurs du genre Arctostaphylos et de la famille des Ericaceae. C'est un arbuste poussant seulement dans les monts Santa Cruz, en Californie. On le trouve dans les trouées des forêts de séquoias, généralement à moins de 700 mètres d'altitude,. Elle a été nommée en 1873 par Asa Gray en hommage au botaniste Charles Lewis Anderson (en).

## Description
Arctostaphylos andersonii est un arbuste ligneux de 2 à 5 m de haut, qui peut ressembler à un petit arbre. Ses feuilles lisses de 4 à 7 cm cm ont des bords légèrement dentelés et la base profondément lobée. Sa floraison a lieu de février à mai. Son fruit est petit (2–8 mm) et collant.

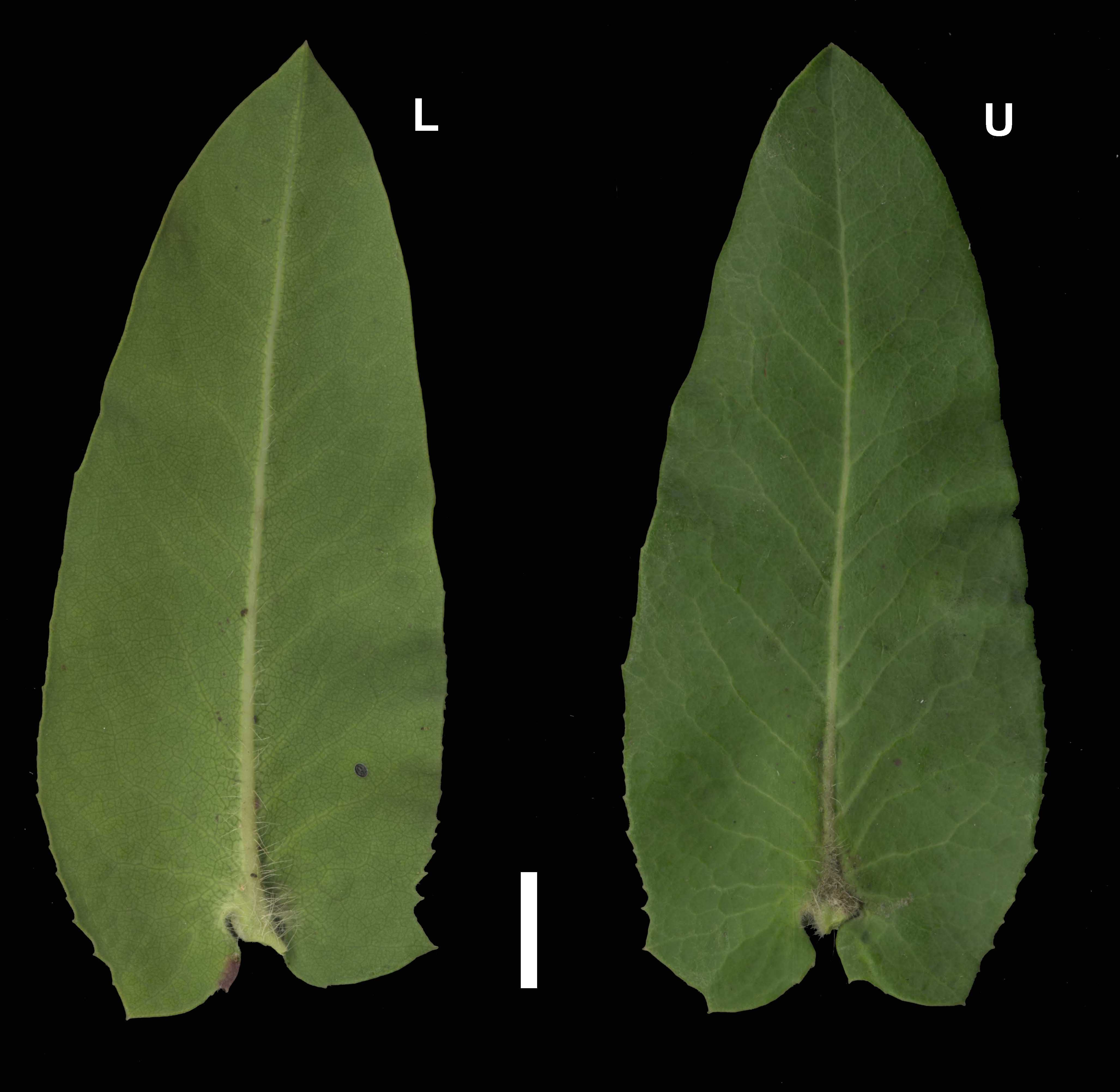
Feuille d’Arctostaphylos andersonii. L : face inférieure ; U : face supérieure.
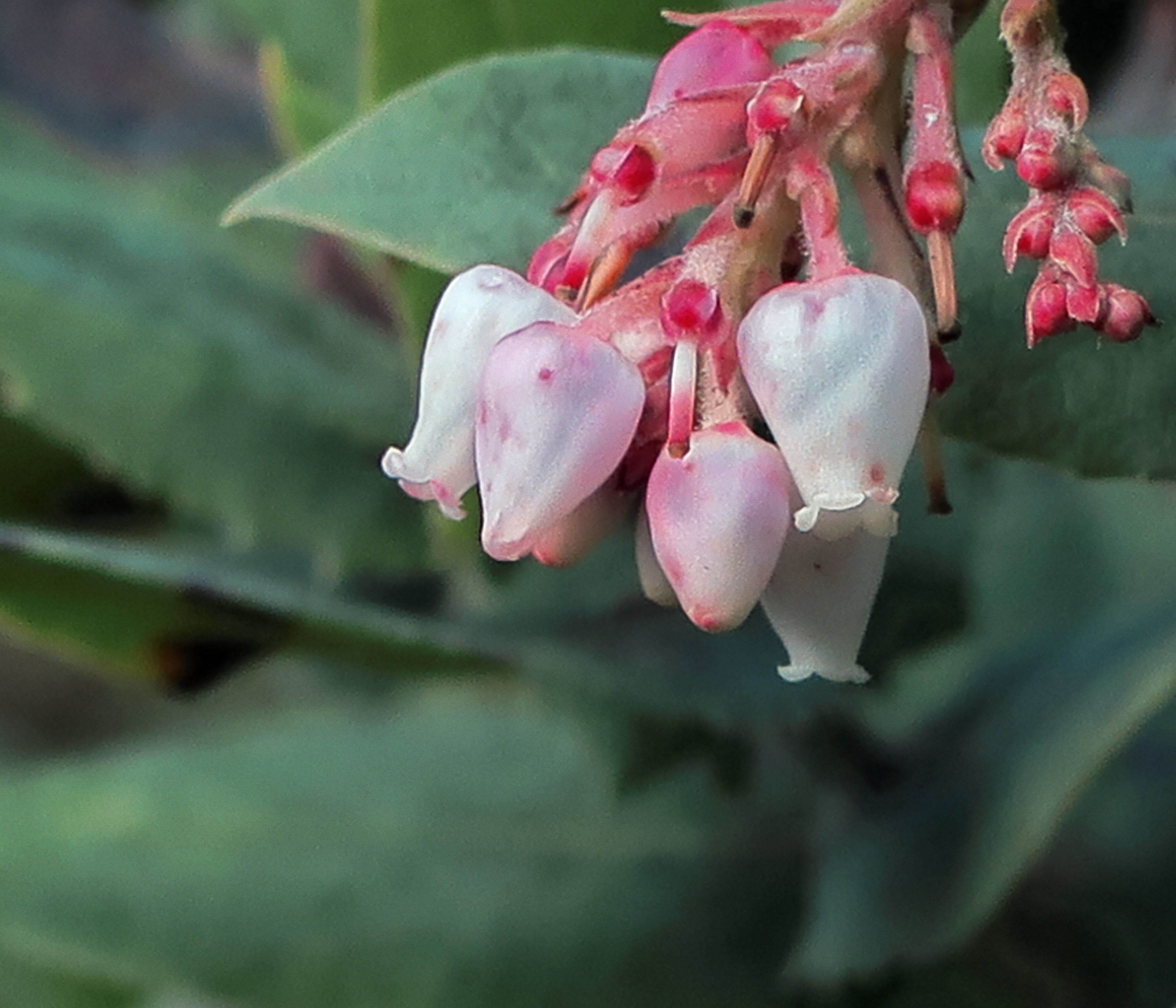
Inflorescence d’A. andersonii.

La manzanita de Santa Cruz n'a pas de bourgeon latent à la base et ne se propage donc que par ses graines.
Certaines populations proches de la région de Bonny Doon sont très glauques (la surface de leurs feuilles produit une substance blanche et poudreuse), alors que d'autres ne le sont pas.
Cette espèce est souvent confondue avec A. regismontana (en), A. pallida (en) ou A. pajaroensis (en), mais leur répartition géographique est bien distincte.